# بيت (كتاب)
بيت هو كتاب أدبي ألّفه السعودي غازي القصيبي، وقد جمع فيه 149 بيتاً من مختلف أنواع وحِقب ومدارس الشعر وقام بتحليل كل بيت على حدة.